# クリス・エリオット
クリス・エリオット（Chris Elliott、1960年5月31日 - ）はアメリカ合衆国ニューヨーク市出身の俳優、コメディアン、作家、声優である。

## 来歴
多彩な経歴の持ち主として知られるエリオットは、1960年にニューヨーク市で生まれた。父親のボブ・エリオットは『Bob & Ray』のお笑いコンビのコメディアンでも知られている。そんな父親の影響から自身もエンターテイメントの世界で俳優、コメディアンとしての活動を開始。1980年代に人気司会者のデイヴィッド・レターマンがホストを務めるNBC製作の深夜トークバラエティ番組『レイト・ナイト・ウィズ・デヴィッド・レターマン』での放送作家とパフォーマンスで人気が急上昇。徐々に俳優としての活動も波に乗っていき、1990年代に入ると、自身が主演のシットコム『ゲット・ア・ライフ』なども製作された。この番組では、実の父親であるボブ・エリオットとも共演を果たしている。その後も数々の映画作品やテレビ番組に出演し、その人気を不動の元とした。ブレイクするきっかけでもあった番組のホスト、レターマンとは現在も親交が続いており、彼が司会をする現番組の『レイト・ショー・ウィズ・デイヴィッド・レターマン』へもたびたび出演している。映画への出演ではマーロン・ウェイアンズ、ショーン・ウェイアンズらウェイアンズ兄弟との共演作品も多い。
作家としてこれまで3冊の書籍を出版しており、『Daddy's Boy: A Son's Shocking Account of Life with a Famous Father』では有名な父親を持つ息子の心境とこれまでの生活が赤裸々かつおもしろおかしく紹介されている。また1880年代の連続殺人鬼切り裂きジャックを題材・検証した歴史小説やエベレスト山登頂に関するパロディ小説がある。

### 私生活
1986年にポーラ・ニーバートと結婚。二人の子供に恵まれた。そのうちの一人で娘のアビー・エリオットは父親同様に女優、コメディエンヌとして活躍しており、人気コメディ番組の『サタデー・ナイト・ライブ』へのレギュラー出演者として知られている。

## 出演作品

### 映画
| 公開年 | 邦題 原題                                                                 | 役名                     | 備考                         |
| ------ | ------------------------------------------------------------------------- | ------------------------ | ---------------------------- |
| 1983   | リアンナ Lianna                                                           | Lighting Assistant       |                              |
| 1984   | ハイパー・ウォーズ/帝国の逆上 Hyperspace                                  | ホッパー                 |                              |
| 1986   | 刑事グラハム/凍りついた欲望 Manhunter                                     | ゼラー                   |                              |
| 1989   | ニューヨーク・ストーリー New York Story                                   | 強盗                     |                              |
| 1989   | アビス The Abyss                                                          | ベンディックス           |                              |
| 1993   | 恋はデジャ・ブ Groundhog Day                                              | ラリー                   |                              |
| 1993   | CB4                                                                       | A・ホワイト              |                              |
| 1994   | キャビンボーイ/航海、先に立たず Cabin Boy                                 | バサニエル・メイウェザー |                              |
| 1995   | 新・ハダシの重役/ねらえ! 高視聴率 The Barefoot Executive                  | Jase Wallenberg          | テレビ映画                   |
| 1996   | キングピン/ストライクへの道 Kingpin                                       | ギャンブラー             |                              |
| 1998   | メリーに首ったけ There's Something About Mary                             | ドム                     |                              |
| 2000   | スノーデイ/学校お休み大作戦 Snow Day                                      | ロジャー                 |                              |
| 2000   | ナッティ・プロフェッサー2 クランプ家の面々 Nutty Professor II: The Klumps | レストランのマネージャー |                              |
| 2001   | 最'新'絶叫計画 Scary Movie 2                                              | ハンソン                 | 日本公開版は出演シーンカット |
| 2001   | バクテリア・ウォーズ Osmosis Jones                                        | ボブ                     |                              |
| 2006   | 最終絶叫計画4 Scary Movie 4                                               | エゼキエル               |                              |
| 2009   | 最強絶叫ダンス計画 Dance Flick                                            | ロン                     |                              |
| 2012   | ディクテーター 身元不明でニューヨーク The Dictator                        | ミスター・オグデン       |                              |
| 2014   | Re:LIFE〜リライフ〜 The Rewrite                                           | ジム・ハーパー教授       |                              |

### テレビシリーズ
| 放映年    | 邦題 原題                                                  | 役名                   | 備考                  |
| --------- | ---------------------------------------------------------- | ---------------------- | --------------------- |
| 1987      | 特捜刑事マイアミ・バイス Miami Vice                        | ダニー・アルフレッド   | 1エピソード           |
| 1990-1992 | ゲット・ア・ライフ Get A Life                              | クリス・ピーターソン   | 35エピソード          |
| 1995,1996 | TVキャスター マーフィー・ブラウン Murphy Brown             | スティーヴ             | 2エピソード           |
| 1996      | ウイングス Wings                                           | スティーヴ             | 1エピソード           |
| 1997      | サブリナ Sabrina, the Teenage Witch                        | ウォレン               | エピソード            |
| 2000      | アウター・リミッツ The Outer Limits                        | ジャック・パーソン     | 1エピソード           |
| 2000-2001 | Cursed                                                     | ラリー・ヘックマン     | 17エピソード          |
| 2001      | エド Ed                                                    | チェット               | 1エピソード           |
| 2001,2006 | キング・オブ・クィーン The King of Queens                  |                        | 異なる役で2エピソード |
| 2001-2014 | Eagleheart                                                 | クリス・モンサント     | 34エピソード          |
| 2003-2005 | HEY!レイモンド Everybody Loves Raymond                     | ピーター・マクドゥガル | 10エピソード          |
| 2004      | サード・ウォッチ Third Watch                               | ジェフリー・バートン   | 2エピソード           |
| 2005      | ザット'70sショー That '70s Show                            | ミスター・ブライ       | 1エピソード           |
| 2008      | LAW & ORDER:性犯罪特捜班 Law & Order: Special Victims Unit | アントン               | 1エピソード           |
| 2009-2014 | ママと恋に落ちるまで How I Met Your Mother                 | ミッキー・アルドリン   | 11エピソード          |
| 2015-2019 | シッツ・クリーク Schitt's Creek                            | ローランド・シット     | 50エピソード          |

### テレビアニメ
- Duckman: Private Dick/Family Man (1997)
- ヘラクレス Hercules (1998)
- ディルバート Dilbert (1999- 2000)
- キング・オブ・ザ・ヒル King of the Hill (2003-2008)
- フューチュラマ Futurama (2010)

### テレビ番組
- レイト・ナイト・ウィズ・デイヴィッド・レターマン Late Night with David Letterman (1982-1985)
- サタデー・ナイト・ライブ Saturday Night Live (1994-1995)
- レイト・ショー・ウィズ・デイヴィッド・レターマン Late Show with David Letterman (2007-2010)

## 参照
1. ↑  Andreeva, Nellie (2008年11月12日). “'SNL' taps Abby Elliott, Michaela Watkins”. The Hollywood Reporter
2. ↑  Zuckerman, Ed (2009年11月24日). “A Professionally Funny Family”. New York Times